# 联二茂铁
联二茂铁是一种金属有机化合物，化学式为[(C5H5)Fe(C5H4)]2，它是二茂铁形式上脱氢偶合的产物，和苯与联苯的关系类似。联二茂铁是橙色固体，在空气中稳定，可溶于非极性有机溶剂。
联二茂铁可由碘代二茂铁的乌尔曼偶联反应制得。它的单电子氧化衍生物[(C5H5)Fe(C5H4)]2+作为混合价态化合物的原型而受到关注。
一个相关的化合物是1,1'-联二茂铁（[Fe(C5H4)2]2），它的两个茂环都发生了偶联。从形式上看，联二茂铁衍生自一个富瓦烯配体，而1,1'-联二茂铁衍生自两个富瓦烯配体。